# Ян Гебауер
Ян Гебауер (чеськ. Jan Gebauer; 8 жовтня 1838, село Убіславіце, Чехія, Австрійська імперія — 25 травня 1907, Прага) — чеський мовознавець, академік Празької академії наук (з 1890). Професор Празького університету (з 1880). Послідовник молодограматизму.

## Біографія
Ян Геобауер народився 8 листопада 1838 року в маленькому селі Убіславіце. Під заступництвом місцевого священика, хлопчикові було надано можливість вчитися в гімназії в Їчіні. Після закінчення навчання він вивчав спочатку теологію, але не закінчивши навчання, перейшов на філософський факультет в Празькому університеті. Упродовж навчання він страждав від постійного браку грошей.
Після закінчення навчання, він почав працювати викладачем — спочатку в Празі, а потім в Пардубице, а потім знову в Празі (у гімназії, 1871—1880). З 1873 року доцент університету в Празі. У 1880 році він був призначений ад'юнкт-професором, через рік ординарним професором. В 1890—1891 роках він був деканом факультету мистецтв, у період з 1899 по 1900 роки був ректором Празького університету.

## Наукова діяльність
Ян Гебауер є автором праць з історії чеської мови: «Історична граматика чеської мови» (т. 1-4, 1894—1929), «Старочеський словник» (1903-16, незакінч.) та інших. Гебауер довів, що Краледворський і Зеленогорський рукописи, які видав В. Ганка (разом із Й. Ліндою) як оригінальні давньочеські пам'ятки, є підробкою.